# 3757 Anagolay
3757 Anagolay è un asteroide near-Earth. Scoperto nel 1982, presenta un'orbita caratterizzata da un semiasse maggiore pari a 1,8346681 UA e da un'eccentricità di 0,4455351, inclinata di 3,86859° rispetto all'eclittica.